# Бара (Прахова)
Бара (рум. Bâra) насеље је у Румунији у округу Прахова у општини Балта Доамнеј. Oпштина се налази на надморској висини од 85 m.

## Становништво
Према подацима из 2002. године у насељу је живело 767 становника, од којих су сви румунске националности.